# Urwitałt
Urwitałt (niem. Georgenthal) – osada w Polsce położona w województwie warmińsko-mazurskim, w powiecie mrągowskim, w gminie Mikołajki.
W latach 1975–1998 miejscowość administracyjnie należała do województwa suwalskiego.
Pierwsze wzmianki o Urwitałcie pochodzą z 1705. Obecnie wieś nie istnieje. Urwitałt jest położony nad jeziorem Łuknajno, które jest rezerwatem biosfery. W Urwitałcie znajduje się Stacja Terenowa Uniwersytetu Warszawskiego im. prof. Kazimierza Dobrowolskiego. W stacji tej są prowadzone badania ekologiczne, zajęcia dla studentów oraz zielone szkoły. Stacja terenowa jest obecnie jedynym zamieszkanym obiektem znajdującym się we wsi Urwitałt.
Wieś założył w 1705 r. Jerzy Hałecki (Halletius) w ramach osadnictwa szkatułowego. Miała ona obszar 8 włók. W 1785 r. był tu majątek ziemski na prawie chełmińskim. W tym czasie we wsi było pięć domów. Po 1945 r. utworzono tu PGR. W 1973 r. Urwitałt (jako PGR) należał do sołectwa Woźnice.